# Joo Won
Dans ce nom coréen, le nom de famille, Moon, précède le nom personnel.
Ne doit pas être confondu avec Moon Joo-won.
Moon Jun-won (hangeul : 문준원), dit Joo Won (hangeul : 주원), est un acteur sud-coréen, né le 30 septembre 1987 à Séoul. 

## Biographie

### Jeunesse et études
Moon Jun-won a grandi avec ses parents et son frère aîné, Moon Joon-seok. À l'âge de huit ans, ses parents l'envoient avec son frère à l'étranger pour étudier aux États-Unis. Six mois plus tard, il revient avec son frère en Corée. En raison de sa timidité, ses parents le poussent à participer à des activités lors de sa troisième année de collège. Après le collège, son père choisit son nom de scène « Joo Won » pour lui. La prononciation du hangul a une ressemblance avec « Dieu le veut. » Moon Jun-won rejoint ensuite le lycée Arts and Drama. Après, il poursuit ses études à l'université Sungkyunkwan et étudie l'art et le théâtre. À l'université, il travaille durement pour pouvoir réaliser son rêve et sa passion, devenir un acteur. Lors de ses années d'études, il participe à de nombreuses pièces de théâtre et de comédies musicales,. En 2013, Moon Jun-won annonce qu'il poursuivra ses études à l'université Konkuk.

### Carrière cinématographique
Joo Won participe dans un programme télévisée pour enfants, Viva! Frees formé par la chaîne SBS en 2006. En 2007, il a été repéré par l'acteur de comédie musicale, Han Ji-san lorsqu'il nettoyait la salle de théâtre à l'université Sungkyunkwan en chantant. Han Ji-san lui a recommandé de passer l'audition de la comédie musicale Altar Boyz. Il échoue à l'audition, n'ayant pas fait beaucoup de préparations et n'étant pas confiant. À cette époque, le producteur lui a dit que c'était une audition non officielle. On lui suggère d'aller à l'audition officielle prévue un mois plus tard où il réussit à passer l'audition et décroche son premier rôle.  
Il enchaîne par la suite d'autres rôles dans d'autres comédies musicales tels que Singles, Grease, Sinsangnam et L'Éveil du printemps. Dans la comédie musicale, L'Éveil du printemps, il devient la doublure du personnage principal, Melchior. À l'origine, c'était Kim Yu-meol qui jouait le rôle de Melchior mais il a dû quitter la comédie musicale pour des raisons personnelles. La performance de Moon Jun-won a attiré l'attention du PDG de l'agence Sim Entertainment, Shim Jung-woon. 
Il incarne le rôle de Gu Majun, demi-frère jaloux de Kim Takgu et petit-ami de Shin Yoo-kyung dans sa toute première série télévisée, King of Baking, Kim Takgu en 2010. Au début, la décision de le prendre pour le deuxième rôle masculin a été fortement contestée par le réalisateur de la série, Lee Jung-sub, comme ils ont déjà recruté un autre acteur, Yoon Shi-yoon. Toutefois, en vertu de la persuasion de la scénariste Kang Eun-kyung, ils ont finalement décidé de le choisir pour le rôle.
En janvier 2012, Joo Won rejoint la deuxième saison du programme de variétés 1 Night 2 Days avant de commencer le tournage de la série télévisée Bridal Mask où il interprète le rôle de Lee Kang-to, un justicier masqué connu sous le nom de Gaksital qui se bat pour l'indépendance de la Corée contre l'occupation japonaise. La série est basée sur le manhwa Gaksital de Huh Young-man,. En novembre 2012, il est choisi pour incarner le rôle de Han Gil-ro dans la série télévisée 7th Grade Civil Servant, remake du film My Girlfriend Is An Agent.
Il incarne le rôle de Park Shi-on, un autiste atteint du syndrome du savant voulant devenir chirurgien pédiatre dans la série Good Doctor en 2013. Deux mois avant le tournage, il visite un centre d'autisme afin d'apprendre à mieux connaître son personnage. Il a rencontré des personnes avec autisme, et a regardé divers documentaires. Après le tournage de la série, Joo Won a déclaré qu'il était inquiet de la manière dont il pouvait éventuellement blesser les personnes autistes et leurs familles s'il ne jouait pas proprement son rôle,,.
En 2014, Joo Won joue le rôle de Cha Yoo-jin, un étudiant en musique qui rêve de devenir chef d'orchestre de renommée mondiale, et est doué pour le piano et le violon dans la série télévisée Cantabile Tomorrow, basée sur le manga Nodame Cantabile de Tomoko Ninomiya. Pour son rôle, il a dû apprendre à jouer du violon et du piano pendant cinq mois. Il a été félicité par le directeur musical et le chef d'orchestre de la série Lee Jong-jin pour son talent et son attitude.
Il joue en 2015 dans la série télévisée d'action à succès Yong-pal, aux côtés de Kim Tae-hee. Il incarne le rôle de Kim Tae-hyun, un chirurgien talentueux contraint d'offrir en toute illégalité ses compétences médicales à des criminels et des ploutocrates corrompus afin de payer les factures médicales de sa sœur. Il a ensuite joué dans le premier long métrage de Yoon Joon-Hyeong, Fatal Intuition, qui fut classé en tête du box-office sud-coréen de l'année 2015. Le 3 novembre 2015, il a reçu le prix de l'acteur le plus accueilli lors de la deuxième édition de Asian Influence Awards Oriental Ceremony tenue en Chine. 
En 2016, il tient le rôle de Qu Weiran dans le film dramatique sino-coréen Sweet Sixteen avec Kris Wu et Han Geng. Par la suite, il joue la mini-série fantastique Clocking Out où il incarne le role de Seo Ki-woong, l'un des trois agents chargé d'exterminer les aliens venus envahir la Corée. Il est choisi pour la série télévisée romantique, My Sassy Girl, un remake historique e la comédie romantique à succès éponyme de 2001. La série télévisée est diffusée en mai 2017.

### Engagement humanitaire
En octobre 2014, Joo Won rencontre ses fans à l'université Kyung Hee pour amasser des fonds afin d'aider un garçon de 17 ans, Kim Young-soo qui souffre de paralysie cérébrale ainsi qu'à d'autres familles qui sont traités dans les départements de pédiatrie, de neurochirurgie et de chirurgie vasculaire de l’hôpital de l'université Kyung Hee à Gangdong-gu.

## Filmographie

### Longs métrages
- 2011 : Special Investigation Unit (특수본) de Hwang Byeng-gug : Kim Ho-ryong
- 2012 : Don't Click (미확인 동영상: 절대클릭금지) de Kim Tae-kyeong : Joon-hyuk
- 2012 :  Niko, le petit renne 2 (Niko 2 : Little Brother, Big Trouble) de Jørgen Lerdam et Kari Juusonen : Niko (doublage en version coréenne)
- 2013 : Catch Me (캐치미) de Lee Hyeon-jong : Lee Ho-tae
- 2014 : Fashion King (패션왕) de Oh Ki-hwan : Woo Ki-myung
- 2015 : Fatal Intuition (그놈이다) de Yoon Joon-hyeong : Jang-woo
- 2015 : Passion Heaven (夏有乔木) de Jo Jin-kyoo : Qu Wei Ran
- 2016 : Sweet Sixteen (雅望天堂) : Qu Weiran
- 2022 : Carter (카터) de Jeong Byeong-gil

### Courts métrages
- 2016 : Clocking Out (특근) de Kim Gun : Seo Ki-woong

### Séries télévisées
- 2010 : King of Baking, Kim Takgu (제빵왕 김탁구) : Gu Ma-jun / Seo Tae-jo
- 2011-2012 : Ojakgyo Family (오작교 형제들) : Hwang Tae-hee
- 2012 : Bridal Mask (각시탈) : Lee Kang-to / Sato Hiroshi / Gaksital
- 2013 : 7th Grade Civil Servant (7급 공무원) : Han Gil-ro / Han Pil-hoon
- 2013 : Good Doctor (굿 닥터) : Park Shi-on
- 2014 : Naeil's Cantabile (내일도 칸타빌레) : Cha Yoo-jin
- 2015 : Yong-pal (용팔이) : Kim Tae-hyun
- 2017 : My Sassy Girl (엽기적인 그녀) : Gyeon Woo
- 2020 : Alice (앨리스) : Park Jin-gyeom

## Discographie

### Musique de films et de séries télévisées
| Date de sortie | Titre                     | Titre originale | Chansons                                                                      |
| -------------- | ------------------------- | --------------- | ----------------------------------------------------------------------------- |
| 2010           | King of Baking, Kim Takgu | 제빵왕 김탁구   | My Love (내 사랑)                                                             |
| 2012           | Bridal Mask               | 각시탈          | Judgment Day (심판의 날) feat. Lee Jung-hyun Love and Love (사랑 그리고 사랑) |
| 2012           | Bungo: Stories of Desire  | ささやかな欲望  | Nadeshiko                                                                     |
| 2013           | 7th Grade Civil Servant   | 히트            | I Don't Know Love (사랑할 줄 몰라서)                                          |
| 2013           | Good Doctor               | 굿 닥터         | Love Medicine (소독약) If I Were (내가 만일)                                  |
| 2014           | Naeil's Cantabile         | 내일도 칸타빌레 | Innocent                                                                      |
| 2017           | My Sassy Girl             | 엽기적인 그녀   | I Believe                                                                     |

## Clips musicaux
| Année | Titre du clip            | Titre original du clip | Artiste         |
| ----- | ------------------------ | ---------------------- | --------------- |
| 2010  | Miss You                 | 너무 그리워            | S.M. THE BALLAD |
| 2012  | I Made Another Woman Cry | 또 한 여잘 울렸어      | 2BiC            |

## Distinctions
Cette section récapitule les principales récompenses et nominations obtenues par Joo Won. Pour une liste plus complète, se référer à l'Internet Movie Database.
| Année | Cérémonie                                   | Pays                                        | Résultat | Prix                                                                 | Film ou série télévisée     |
| ----- | ------------------------------------------- | ------------------------------------------- | -------- | -------------------------------------------------------------------- | --------------------------- |
| 2009  | 15e Korean Musical Awards                   | Drapeau de la Corée du Sud                  | Proposé  | Meilleur espoir masculin                                             | L'Éveil du printemps        |
| 2010  | 4e The Musical Awards                       | Drapeau de la Corée du Sud                  | Remporté | Meilleur espoir masculin                                             | L'Éveil du printemps        |
| 2010  | KBS Drama Awards                            | Drapeau de la Corée du Sud                  | Proposé  | Meilleur espoir masculin                                             | King of Baking, Kim Takgu   |
| 2011  | Asia Model Festival Awards                  | Drapeau de la Corée du Sud                  | Remporté | Prix spécial - Meilleur nouveau mannequin                            |                             |
| 2011  | KBS Drama Awards                            | Drapeau de la Corée du Sud                  | Remporté | Meilleur espoir masculin                                             | Ojakgyo Family              |
| 2012  | 48e Baeksang Arts Awards                    | Drapeau de la Corée du Sud                  | Remporté | Meilleur espoir masculin à la télévision                             | Ojakgyo Family              |
| 2012  | 48e Baeksang Arts Awards                    | Drapeau de la Corée du Sud                  | Proposé  | Meilleur espoir masculin dans un film                                | S.I.U.                      |
| 2012  | 21e Buil Film Awards                        | Drapeau de la Corée du Sud                  | Proposé  | Meilleur espoir masculin                                             | S.I.U.                      |
| 2012  | 6e Mnet 20's Choice Awards                  | Drapeau de la Corée du Sud                  | Proposé  | 20's Drama Star (Homme)                                              | Bridal Mask                 |
| 2012  | 11e KBS Entertainment Awards                | Drapeau de la Corée du Sud                  | Remporté | Meilleur nouveau venu en show/variété                                | 2 Days & 1 Night            |
| 2012  | KBS Drama Awards                            | Drapeau de la Corée du Sud                  | Proposé  | Top prix d'excellence, acteur                                        | Bridal Mask                 |
| 2012  | KBS Drama Awards                            | Drapeau de la Corée du Sud                  | Remporté | Prix d'excellence, acteur dans une série dramatique                  | Bridal Mask                 |
| 2012  | KBS Drama Awards                            | Drapeau de la Corée du Sud                  | Proposé  | Prix du meilleur couple (partagé avec Park Ki-woong)                 | Bridal Mask                 |
| 2012  | KBS Drama Awards                            | Drapeau de la Corée du Sud                  | Proposé  | Prix du meilleur couple (partagé avec Jin Se-yeon)                   | Bridal Mask                 |
| 2012  | KBS Drama Awards                            | Drapeau de la Corée du Sud                  | Remporté | Prix de popularité                                                   | Bridal Mask                 |
| 2012  | 20e Korean Culture and Entertainment Awards | Drapeau de la Corée du Sud                  | Proposé  | Top prix d'excellence, acteur                                        | Bridal Mask                 |
| 2012  | 1re K-Drama Star Awards                     | Drapeau de la Corée du Sud                  | Remporté | Prix d'excellence, acteur                                            | Bridal Mask                 |
| 2012  | Drama Fever Awards                          | Drapeau de la Corée du Sud                  | Remporté | Prix de la meilleure Bromance                                        | Bridal Mask                 |
| 2013  | 49e Baeksang Arts Awards                    | Drapeau de la Corée du Sud                  | Proposé  | Acteur le plus populaire à la télévision                             | Bridal Mask                 |
| 2013  | 49e Baeksang Arts Awards                    | Drapeau de la Corée du Sud                  | Proposé  | Acteur le plus populaire dans un film                                | Don't Click                 |
| 2013  | 6e Korea Drama Awards                       | Drapeau de la Corée du Sud                  | Proposé  | Top prix d'excellence masculin (meilleur acteur)                     | Good Doctor                 |
| 2013  | 2e APAN Star Awards                         | Drapeau de la Corée du Sud                  | Proposé  | Top prix d'excellence masculin / Meilleur acteur principal           | Good Doctor                 |
| 2013  | KBS Drama Awards                            | Drapeau de la Corée du Sud                  | Remporté | Prix du meilleur couple (partagé avec Moon Chae-won)                 | Good Doctor                 |
| 2013  | KBS Drama Awards                            | Drapeau de la Corée du Sud                  | Remporté | Top prix d'excellence, acteur                                        | Good Doctor                 |
| 2013  | KBS Drama Awards                            | Drapeau de la Corée du Sud                  | Proposé  | Prix d'excellence, acteur dans un drama mi-long                      | Good Doctor                 |
| 2013  | KBS Drama Awards                            | Drapeau de la Corée du Sud                  | Remporté | PD Award (choisis par les chefs décorateurs (PDs) de KBS, SBS & MBC) | Good Doctor                 |
| 2013  | KBS Drama Awards                            | Drapeau de la Corée du Sud                  | Remporté | Prix des internautes                                                 | Good Doctor                 |
| 2013  | MBC Drama Awards                            | Drapeau de la Corée du Sud                  | Remporté | Prix d'excellence, acteur dans une mini-série                        | 7th Grade Civil Servant     |
| 2014  | 26e Korea Producers & Directors (PD) Awards | Drapeau de la Corée du Sud                  | Remporté | Meilleur performeur                                                  | Good Doctor                 |
| 2014  | 50e Baeksang Arts Awards                    | Drapeau de la Corée du Sud                  | Proposé  | Meilleur acteur à la télévision                                      | Good Doctor                 |
| 2014  | 50e Baeksang Arts Awards                    | Drapeau de la Corée du Sud                  | Proposé  | Acteur le plus populaire à la télévision                             | Good Doctor                 |
| 2014  | 50e Baeksang Arts Awards                    | Drapeau de la Corée du Sud                  | Proposé  | Acteur le plus populaire dans un film                                | Steal My Heart              |
| 2014  | 9e Seoul International Drama Awards         | Drapeau de la Corée du Sud                  | Proposé  | Acteur coréen exceptionnel                                           | Good Doctor                 |
| 2014  | 9e Seoul International Drama Awards         | Drapeau de la Corée du Sud                  | Proposé  | Prix du choix du public (Corée)                                      | Good Doctor                 |
| 2014  | KBS Drama Awards                            | Drapeau de la Corée du Sud                  | Proposé  | Prix d'excellence, acteur dans une mini-série                        | Naeil's Cantabile           |
| 2014  | KBS Drama Awards                            | Drapeau de la Corée du Sud                  | Remporté | Prix de popularité, acteur                                           | Naeil's Cantabile           |
| 2015  | 8e Korea Drama Awards                       | Drapeau de la Corée du Sud                  | Proposé  | Grand Prix (Daesang)                                                 | Yong-pal                    |
| 2015  | 2e Asian Influence Awards Oriental Ceremony | Drapeau de la République populaire de Chine | Remporté | Prix de l'asiatique le plus influent                                 |                             |
| 2015  | 4e APAN Star Awards                         | Drapeau de la Corée du Sud                  | Proposé  | Top prix d'excellence, acteur dans une mini-série                    | Naeil's Cantabile, Yong-pal |
| 2015  | SBS Drama Awards                            | Drapeau de la Corée du Sud                  | Remporté | Grand Prix (Daesang)                                                 | Yong-pal                    |
| 2015  | SBS Drama Awards                            | Drapeau de la Corée du Sud                  | Proposé  | Top Excellence, acteur dans une mini-série                           | Yong-pal                    |
| 2015  | SBS Drama Awards                            | Drapeau de la Corée du Sud                  | Remporté | Top 10 des stars                                                     | Yong-pal                    |
| 2015  | SBS Drama Awards                            | Drapeau de la Corée du Sud                  | Remporté | Prix de popularités des internautes chinois                          | Yong-pal                    |
| 2015  | SBS Drama Awards                            | Drapeau de la Corée du Sud                  | Remporté | Meilleur couple (avec Kim Tae-hee)                                   | Yong-pal                    |
| 2016  | 52e Baeksang Arts Awards                    | Drapeau de la Corée du Sud                  | Proposé  | Meilleur acteur (TV)                                                 | Yong-pal                    |
| 2017  | SBS Drama Awards                            | Drapeau de la Corée du Sud                  | Proposé  | Top Excellence, acteur dans un drama du lundi au mardi               | My Sassy Girl               |
| 2020  | SBS Drama Awards                            | Drapeau de la Corée du Sud                  | Proposé  | Grand Prize (Daesang)                                                | Alice                       |
| 2020  | SBS Drama Awards                            | Drapeau de la Corée du Sud                  | Proposé  | Top Prix d'excellence, acteur dans une mini-série de fantasy/romance | Alice                       |
| 2020  | SBS Drama Awards                            | Drapeau de la Corée du Sud                  | Remporté | Prix du producteur                                                   | Alice                       |

- Pour Bridal Mask, il a eu 6 propositions de récompenses et en a remporté 4.
- Pour Good Doctor, il a eu 7 propositions de récompenses et en a remporté 5.